# 聖羅號航空母艦
聖羅號護航航空母艦（USS St. Lo CVE-63），下水時原名中途島號（USS Midway），是美國海軍在二次大戰期間的一艘卡薩布蘭加級（Casablanca-class）護航航空母艦，也是美國海軍唯一一艘使用法國城市聖羅（法語：Saint-Lô）命名的軍艦。7,800噸排水量的該艦在正式服役短短一年後，就在雷伊泰灣海戰中遭遇日本帝國海軍零式戰鬥機的襲擊而重創沈沒，並因為成為神風特攻隊手下的首號犧牲者而廣為人知。

## 歷史
由凱薩造船廠（Kaiser Shipyards）承造的聖羅號是在1943年1月23日於華盛頓州溫哥華安放龍骨起造，新艦起造時原名沙賓灣號（Chapin Bay），並在4月3日時改名為中途島號（Midway）。同年8月17日，中途島號在霍兒·尼克森·庫特女士（Mrs. Howard Nixon Coulter）的擲瓶後正式下水，並在10月23日就役。首任艦長為法蘭西斯·麥金納上校（Captain Francis J. McKenna）。

### 菲律賓海戰
在美國西岸完成試航後，中途島號負責自美國本土載運隸屬於第65混合中隊（VC-65）的替換機隊至珍珠港（兩次）與澳洲（一次）。1944年6月時，該艦被編入傑拉德·波根中將（Rear Admiral Gerald F. Bogan）的第1航空母艦支援群（Carrier Support Group 1），是美軍對馬里亞納群島發動作戰的部隊之一。它參與了6月15日對塞班島的登陸作戰，在作戰中替登陸艦隊的運兵船提供空中支援，雖然曾數度遭遇空襲但都能在作戰中全身而退。除此之外艦上還在受訓中的VC-65飛行員也參與了被戲稱為「馬里亞納獵火雞大賽」的菲律賓海海戰。在戰役中，中途島號上隸屬於VC-65的FM-2野貓式戰鬥機則至少擊落了4架日軍軍機。
7月13日，中途島號駛入美軍位於埃內韋塔克環礁（Eniwetok atoll）的軍港進行整補，以便參與下一場預計在7月23日對天寧島發動的作戰。在替登陸天寧島的地面部隊提供了空中支援，並進行了一次反潛巡邏任務之後，中途島號於7月28日返回埃內韋塔克環礁。8月9日，中途島號啟程前往位於阿得米拉提群島（Admiralty Islands）的席亞德勒港（Seeadler Harbor），並在同月13日抵達。
中途島號在9月10日加入第77任務艦隊（TF77），參與進攻莫羅泰島的戰事，並於9月15日至22日之間持續地利用其艦載機對登陸部隊提供支援。在作戰結束後，中途島號於密奧斯溫地島（Mios Woendi）的前線基地補給了燃料與彈藥，並繼續在莫羅泰島附近海域的巡邏任務。10月3日，日方潛艇呂號第四一潛水艦對中途島號發射了兩枚魚雷，但麥金納艦長成功地避開了其攻擊，反而是中途島號的護衛艦、護航驅逐艦薛爾登號（USS Shelton DE-407）遭魚雷擊中。薛爾登號雖然沒有立刻沈沒，但仍在拖回戰線後方的路途中因為進水過度而滅頂。
在結束巡邏任務後，中途島後於10月7日時再次返回席亞德勒港。10月10日，為了將「中途島」這個艦名釋出給正在建造中的大型航空母艦（也就是日後的CVB-41），中途島號改名為聖羅號（USS St. Lo），以紀念幾個月前盟軍在歐洲戰場所發動的諾曼地登陸作戰——位在諾曼地半島的法國城市聖羅原本是德軍重兵防守的要塞城市，美軍在歷經一番激戰後終於在7月18日時攻克該城。

### 雷伊泰灣海戰

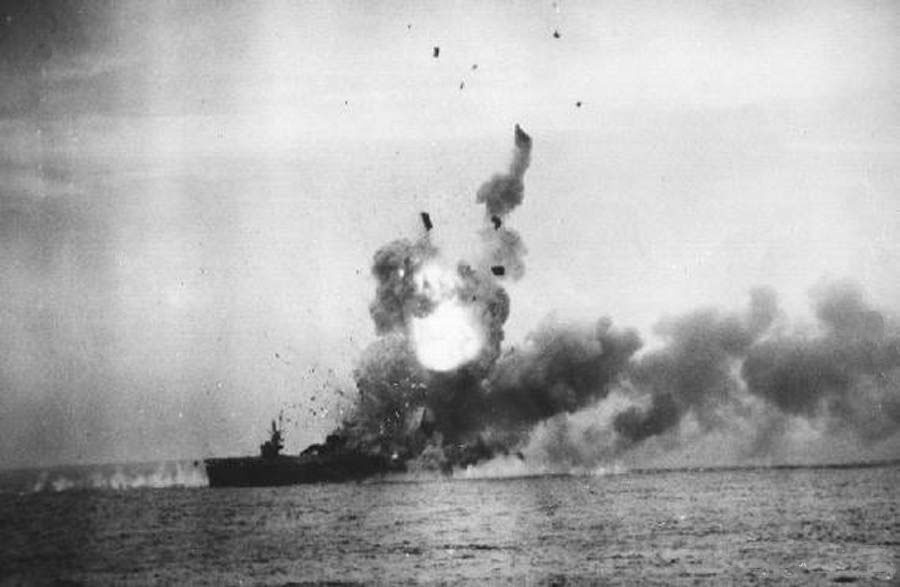
因遭到神風特攻隊攻擊衝撞而爆成一團火球的聖羅號。

聖羅號在1944年10月12日離開席亞德勒港，加入美軍對雷伊泰島（Leyte）的作戰計畫，並在10月18日時抵達雷伊泰島附近的海域，以便提供兩棲登陸作戰的過程中所需之空中支援與轟炸火力。聖羅號被編組到由克利夫頓·斯普拉格（RAdm Clifton Sprague）中將所指揮的第77.4.3特遣單元（TU 77.4.3，又常簡稱為「塔非3號」），這是一支由六艘護航航空母艦、三艘驅逐艦與四艘護航驅逐艦所組成的護航艦隊。在10月18日至24日這段期間，聖羅號上的戰機持續地出擊轟炸日軍位於雷伊泰島與薩馬島（Samar）上的設施與機場，以替之後的雷伊泰島戰役鋪路。

#### 薩馬島海戰
10月25日破曉時份，塔非3號正在薩馬島東方約97公里的海面上巡航，聖羅號派出了四架戰機組成的反潛巡邏隊替船團護航，而其他航艦上的地勤人員則是正在進行整補工作，替戰機掛上炸彈等對地攻擊用的武器，以便在天亮之後對計畫搶攻的灘頭進行第一波的攻擊。6點47分時，巡邏隊中一架TBM復仇者式魚雷轟炸機的飛行員比爾·布魯克斯少尉（Ensign Bill Brooks）回報他在海面上發現一個由4艘戰艦、6艘巡洋艦與10至12艘驅逐艦所組成的大型日軍艦隊正在向西北方行進，而在此同時聖羅號上的觀測手也確認海平面上已可看見日軍主力戰艦獨特的寶塔式艦橋上層結構。
塔非3號遭遇到的是由栗田健男中將所率領的聯合艦隊第二戰隊（又常被稱為「中央艦隊」），這支以大和號為旗艦的艦隊，擁有當時日軍最強大的火砲武力與艦隻噸位。相比之下全部是由中小型船隻所組成的塔非3號無論是火力還是航速都不可能是對手，因此史普勒格中將立刻下令船團開始以戰鬥速度（flank speed）航行朝向南方逃逸。6點58分時，栗田的艦隊發射了這場日後被稱為「薩馬島海戰」的戰役中第一發砲彈，後續的彈著立刻在塔非3號所處的海面上掀起一陣由大口徑穿甲彈所佈成的彈雨。
由於塔非3號所屬的所有船艦上口徑最大的武裝也僅是5吋的防空砲，不僅射程不足，其破壞力也太弱，就算擊中對方也無法對日軍船艦厚重的鋼甲造成傷害。因此整隻艦隊中唯一具有實質破壞力的武裝，僅剩驅逐艦上配備的魚雷。為了掩護隊中的護航航空母艦安全撤退，以強斯頓號（USS Johnston DD-557）為首的驅逐艦開始朝著日軍艦隊迂迴衝鋒，以求縮短兩軍的距離到魚雷的有效攻擊範圍之內。
在同時，包括聖羅號在內的護航航空母艦，開始進行艦載機的緊急升空，以免滿載燃料與彈藥的戰機萬一被砲彈擊中會造成嚴重破壞。由於時間太急迫，大部分的轟炸機都是攜帶著準備進行灘頭轟炸或反潛作戰用的對地炸彈甚至深水炸彈升空，來不及換裝適當的對艦作戰武器。它們收到的命令是先對日軍艦隊進行擾亂阻礙的牽制攻擊之後，再撤退逃往位於雷伊泰島獨魯萬（Tacloban）的地面機場。
在薩馬海戰中，美軍損失了強斯頓號、霍爾號（USS Hoel DD-533）與護航驅逐艦山謬·B·羅伯茲號（USS Samuel B. Roberts DE-413），但成功地保住了大部分的航空母艦戰力，僅有甘比爾灣號（USS Gambier Bay CVE-73）成為唯一一艘戰損的航空母艦。但由於驅逐艦群的英勇犧牲美軍成功地擊傷以重巡洋艦熊野號為首的幾艘日軍軍艦。
塔非3號原本一度被日軍艦隊逼近到離薩馬島海岸線不遠處，即將全軍覆沒，但或許由於天候不佳與艦隊中幾艘船艦相繼受創，再加上美軍驅逐艦的頑強抵抗，讓栗田誤判美軍後方可能還有大型艦隊在等待，也就是威廉·海爾賽（William Halsey, Jr.）上將的第34特遣艦隊（TF34），但此時TF34實際上是受到小澤治三郎所率領的第三戰隊（北方艦隊）誘敵成功往北遠去。在9點左右日軍艦隊突然開始向北撤退，包括聖羅號在內的幾艘美軍航空母艦順利逃過一劫。

#### 神風特攻隊
歷經與第二戰隊的激戰並倖存下來的塔非3號，在經過短暫的喘息後於10點47分時遭遇到日軍航空武力的襲擊。五架隸屬於特別攻擊隊（神風特攻隊的正式稱呼）「敷島隊」的零戰二一型戰鬥機，在隊長關行男領軍下攜帶著250公斤級的炸彈貼著海面快速逼近美軍的航空母艦群，並在接近艦隊後開始爬升再俯衝。出乎美方意料之外的是這些日軍戰機的目的並非是一般的空襲，而是意圖直接衝撞船隻。
過程中一架原本意圖衝向僚艦白原號（USS White Plains CVE-66）的零戰，在該艦以防空砲驅逐來襲的敵機成功之後，轉飛向聖羅號，於10點51分時成功衝撞上聖羅號的飛行甲板。這架零戰在衝撞之前的剎那間拋出的兩顆對地炸彈擊穿了聖羅號的甲板、命中下方的飛行機庫，在聖羅號左舷產生巨大爆炸。爆炸引發的大火產生連鎖反應，導致多達六次的連環爆炸，最後引燃艦上滿載著魚雷與炸彈的彈藥庫。
聖羅號在遭到零式戰機撞擊之後掙扎了約半個小時，最後在大火伴隨之下沈入太平洋，成為第一艘遭到神風特攻隊擊沈的軍艦。在同一場空襲中白原號、基昆灣號（USS Kitkun Bay CVE-71）與加里寧灣號（USS Kalinin Bay CVE-68）也受到輕重不一的損傷，艦隊中僅有范肖灣號（USS Fanshaw Bay CVE-70）一艘航空母艦毫髮未傷。由於此役的成效顯著，日本帝國海軍漸漸開始在之後的戰役中仰賴神風特攻隊的攻擊，直到大戰結束。

## 獎章
由於聖羅號、其艦上船員與全體塔非3號的官兵在薩馬島海戰中的英勇表現，塔非3號在事後獲頒美國總統部隊嘉許獎與四等二次大戰服役星章。

## 外部連結
- The Battle Off Samar - Taffy III at Leyte Gulf （页面存档备份，存于）（英文）